# Zelenski (Rusia)
Zelenski (del ruso: Зеленский) es un jútor del raión de Krasnoarméiskaya, en el sur de Rusia. Está situado en el delta del Kubán, 12 km al sur de Poltávskaya y 66 km al noroeste de Krasnodar, la capital del krai. Tenía 476 habitantes en 2010
Pertenece al municipio Trudobelikovskoye.